# Yasni
Yasni est un moteur de recherche allemand concernant les personnes physiques ou morales, à l'instar de 123People. À ce titre, c'est un métamoteur.

## Création et développement
Dépendant de la société Yasni (Yasni GmbH), il a été créé en 2007 par Steffen Rühl. 

## Place parmi les moteurs de recherche
- Classement international des moteurs de recherche
- Site officiel